# 小行星6370
小行星6370（英語：6370 Malpais）是一颗围绕太阳公转的小行星。1984年3月9日，B. A. Skiff在可可尼诺县发现了此天体。
这颗小行星的绝对星等为198.2424197892959等。